# Neve Ur
Neve Ur (נְוֵה אוּר) est un kibboutz créé en 1948.

## Histoire
Le kibboutz est créé par des migrants d'Irak.
Israël a cherché à établir une ligne de sécurité le long de la rivière du Jourdain afin de protéger ses frontières. Neve Ur a été créée en face de la rivière du Jordan et de la ville de Tel-ech-Shuneh. 
Les difficultés qu'ils rencontrent les ont forcés à abandonner le kibboutz. Ils ont été remplacés par un groupe de jeunes pionniers et des bénévoles. En 1952, un groupe d'immigrants en provenance de Hongrie et de la Pologne a rejoint le groupe. 

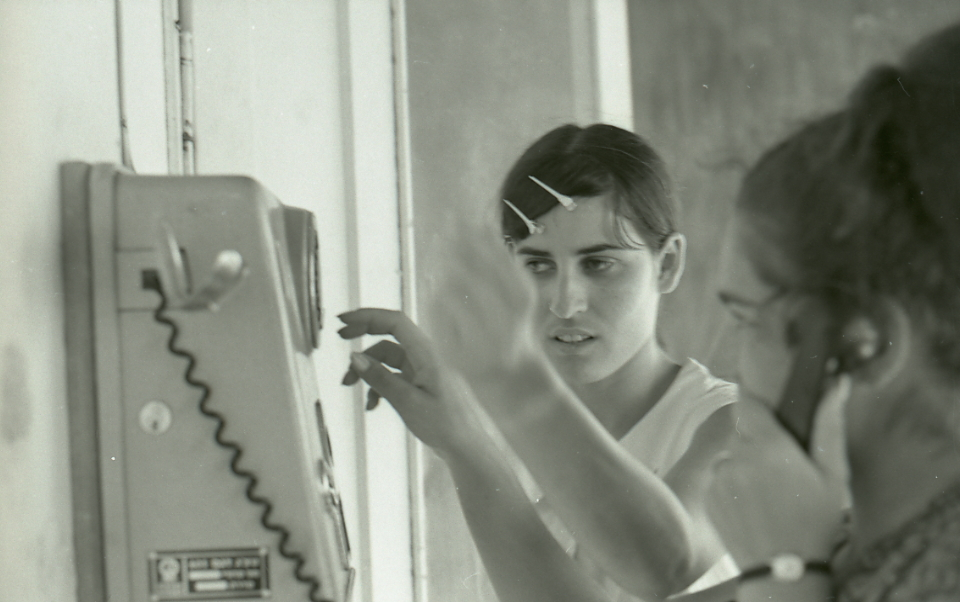
Neve Ur en 1968. Photo Boris Carmi.

Comme le kibboutz était situé sur la Ligne verte avec la frontière avec la Cisjordanie, il était vulnérable aux attaques de fedayins palestiniens pendant la période où la Cisjordanie était occupée par la Jordanie. Pendant la guerre d'usure, Neve Ur a été touché presque tous les jours par des bombardements et des tirs, visant principalement les travailleurs dans les champs.
En Avril 1991, un groupe de terroristes du Hamas a pénétré les défenses du kibboutz et a tué un travailleur dans un verger et blessé trois autres.